# Резникова, Мария Егоровна
Мария Егоровна Резникова (20 мая 1929 года, пос. Боршёвский, Пугачёвский округ, Нижне-Волжская область — 21 октября 2011 года, Лабинск, Краснодарский край) — советский передовик производства в сельском хозяйстве. Герой Социалистического Труда (1971).

## Биография
Родилась 20 мая 1929 года в селе Боршевском ныне Большечерниговского района Самарской области в крестьянской семье.
С 1942 года после окончания четырёх классов с тринадцати летнего возраста стала работать в колхозе Большечерниговского района.
С 1952 года после замужества М. Е. Резниковой семья поселилась на родине мужа в посёлке Красный Лабинского района Краснодарского края. М. Е. Резникова стала работать в полеводческой бригаде свиноводческого совхоза «Вознесенский» Лабинского района.
Позже она перешла трудиться свинаркой на совхозную свиноферму и вскоре вышла в число передовых тружеников животноводческой отрасли. По итогам работы в 1970 году М. Е. Резникова вырастила рекордное количество поросят — 996, или в среднем по 19,8 головы от каждой свиноматки. Объёмный вес каждого из них в двухмесячном возрасте был на 3,4 килограмма выше планового.
8 апреля 1971 года Указом Президиума Верховного Совета СССР «за выдающиеся успехи, достигнутые в развитии сельскохозяйственного производства и выполнении пятилетнего плана продажи государству продуктов земледелия и животноводства» Мария Егоровна Резникова была удостоена звания Героя Социалистического Труда с вручением Ордена Ленина и золотой медали «Серп и Молот».
По итогам работы в последующие годы 6 сентября 1973 года Указом Президиума Верховного Совета СССР «за трудовые отличия» И. Е. Резникова была награждена вторым Орденом Ленина.
С 1977 года — на пенсии, жила в Лабинске Краснодарского края, где и умерла 21 октября 2011 года.

## Награды
- Медаль «Серп и Молот» (8.04.1971)
- Орден Ленина (8.04.1971, 6.09.1973)